# Cyrtinus araguaensis
Cyrtinus araguaensis là một loài bọ cánh cứng trong họ Cerambycidae.